# Spice Girls
Spice Girls – brytyjska żeńska grupa wokalna, wykonująca muzykę pop, powstała w 1994 roku pod nazwą Touch. Zespół tworzyły Melanie Brown („Scary Spice”), Melanie Chisholm („Sporty Spice”), Emma Bunton („Baby Spice”), Geri Halliwell („Ginger Spice”) i Victoria Adams („Posh Spice”). W 1996 grupa podpisała kontrakt z wytwórnią Virgin Records i wydała debiutancki singel „Wannabe”, który zdobył pierwsze miejsce list przebojów w 37 krajach i uczynił formację światowym fenomenem. Pierwszy album, „Spice”, został sprzedany w ponad 31 milionach kopii na całym świecie, stając się najchętniej kupowanym albumem wykonywanym przez żeński zespół w historii. Jego następca, „Spiceworld”, został rozprowadzony w ponad 20 milionach kopii. Spice Girls sprzedały 85 milionów nagrań na świecie, co czyni je najlepiej sprzedającą się żeńską grupą wszech czasów, jedną z najlepiej sprzedających się grup muzyki pop w historii oraz największym fenomenem brytyjskiej muzyki rozrywkowej od czasu The Beatles. Spośród najpopularniejszych ikon popkultury lat 90., magazyn Time okrzyknął je „bezsprzecznie najlepiej rozpoznawaną twarzą” młodzieżowego ruchu Cool Britannia.
Do ich sukcesu przyczyniły się m.in. międzynarodowe rekordy sprzedaży albumów i singli, trasa koncertowa w latach 2007–2008, obsesja ze strony fanów (zwłaszcza młodszego pokolenia), liczne reklamy oraz produkcja towarów rozpowszechniających nazwę i wizerunek zespołu, kultowe symbole popularyzowane przez członkinie (m.in. słynna sukienka Union Jack należąca do Halliwell) oraz drugi najchętniej oglądany film roku 1997, Spice World. Grupa stała się jedną z największych „maszyn” marketingu, zarabiając nawet 75 milionów dolarów rocznie. Pod kierownictwem mentora i menedżera Simona Fullera, Spice Girls chętnie reklamowały swoją twórczość i często gościły w mediach, stając się jednym z ważniejszych tematów w brytyjskiej i światowej prasie. W 1996, magazyn Top of the Pops nadał każdej z członkiń pseudonimy, które stały się niemal podstawą w rozpoznawaniu wokalistek. Według dziennikarza Rolling Stone i biografisty Davida Sinclaira, „Scary, Baby, Ginger, Posh and Sporty były najbardziej rozpoznawalną grupą osobowości od czasu Johna, Paula, George’a i Ringo”. Ze względu na feministyczny slogan „Girl Power” zespół stał się ikoną popkultury lat 90. XX wieku. Przez niektórych krytyków Spice Girls są rozpoznawalne jako „druga fala” muzycznej brytyjskiej inwazji.

## Historia grupy
W 1994 roku w wyniku castingu prowadzonego przez magazyn The Stage wyłoniono pięć dziewcząt w wieku od 18 do 21 lat, które miały tworzyć zespół wokalny pod nazwą Touch. Były to Melanie Brown, Melanie Chisholm, Victoria Adams, Geri Halliwell i Michelle Stephenson. Ta ostatnia już na początku działalności opuściła grupę ze względu na problemy osobiste. Po odejściu Michelle, do grupy dołączyła osiemnastoletnia absolwentka Barnet Technical College, Emma Bunton, która stała się tym samym najmłodszą członkinią Touch.
W marcu 1995 dotychczasowi menedżerowie zespołu zrezygnowali z jego dalszego prowadzenia. Wokalistki jednak nie poddały się, decydując się na kontynuowanie działalności, tym razem pod nazwą Spice. Okazało się jednak, że ta nazwa jest już zajęta przez inny zespół, więc ostatecznie zmieniono nazwę na Spice Girls.
Nowym menedżerem zespołu został Simon Fuller, który w lipcu 1995 pomógł im zakończyć poprzednią współpracę ugodą prawniczą i podpisać kontrakt z wytwórnią Virgin Records.
Tym samym dziewczyny przystąpiły do nagrywania pierwszego krążka. Wytwórnia nalegała, aby pierwszym singlem grupy został utwór „Love Thing”, jednak członkinie chciały, aby był nim utwór „Wannabe”. Ostatecznie w 1996 w opuszczonym Grand Hotelu przy londyńskiej stacji metra St. Pancras, nakręcono teledysk do wybranej przez zespół piosenki. Singel pojawił się w sklepach 8 lipca 1996. Stał on się hitem numer jeden w 37 krajach i rozpoczął tzw. Spicemanię.
Debiutancki album grupy, Spice, pojawił się w październiku 1996. Miesiąc później wydano drugi singel – „Say You’ll Be There”, a w grudniu w stacjach radiowych zaczęto promować świąteczny singel „2 Become 1”. Obie piosenki dotarły na pierwsze miejsce list przebojów w ponad 30 krajach.
W 1997 członkinie Spice Girls podpisały szereg kontraktów reklamowych – pojawiały się m.in. w kampaniach reklamowych czekoladek, sygnowanych własnymi nazwiskami polaroidów, dezodorantu „Impulse Spice”, skuterów, lizaków Chupa Chups, chipsów, gumy do żucia, własnej gry Playstation i napoju Pepsi. W międzyczasie ukazał się podwójny singel „Mama”/„Who Do You Think You Are”, wydany z okazji udziału dziewczyn w akcji charytatywnej Comic Relief.
Zaraz po premierze płyty Spiceworld w połowie tego roku, promowanej singlem „Spice Up Your Life”, wokalistki zwolniły menedżera Simona Fullera.
W grudniu 1997 premierę miał film Spice World, będący drugim najczęściej oglądanym filmem po Titanicu. Razem z filmem na rynku muzycznym pojawił się singel świąteczny „Too Much”.
31 maja 1998 roku Geri Halliwell odeszła z zespołu. Pozostałe cztery wokalistki postanowiły kontynuować karierę bez niej, mimo że, podobnie jak fani, były niezadowolone z decyzji Ginger Spice. W tamtym okresie zespół był w trakcie światowej trasy koncertowej. W lipcu ukazał się ostatni singel z udziałem Halliwell – „Viva Forever”, napisany głównie przez nią.
We wrześniu 1998 zespół zakończył tournée, a Victoria Adams i Melanie Brown zaszły w ciążę. Ponadto ta druga wyszła za mąż i wydała swój pierwszy solowy singel, który trafił na pierwsze miejsce listy przebojów. Na listach przebojów konkurowała z nią wówczas Geri Halliwell, która rozpoczęła karierę solową z singlem „Look At Me”. Piosenki Halliwell i „I Want You Back” Melanie Brown przez kilka tygodni na zmianę zajmowały pozycję numer jeden, między innymi na listach w Wielkiej Brytanii.
W grudniu Spice Girls wydały singel „Goodbye”, napisany dla Halliwell przez Bunton, Brown i Adams. Melanie C początkowo nie chciała nagrać piosenki, gdyż nie darzyła już sympatią Geri, jednak po namowach przyjaciółek zgodziła się na to.
W czerwcu Geri wydała swoją pierwszą solową płytę, a 18 września to samo zrobiła Melanie Brown. W listopadzie pierwszy singel bez Spice Girls wydała Emma. W lipcu Victoria wzięła ślub z Davidem Beckhamem, a w grudniu 1999 cztery Spice Girls wystąpiły na wielkim koncercie na Earl’s Court, na którym zaprezentowały zarówno znane, jak i nowe piosenki.
Każda z dziewczyn miała swój własny projekt, jednak jednocześnie opracowywały wspólnie kolejną płytę. W listopadzie 2000 roku w sklepach pojawił się ostatni album Spice Girls zatytułowany Forever, poprzedzony podwójnym singlem „Holler”/„Let Love Lead The Way”. Płyta nie powtórzyła sukcesu komercyjnego poprzednich albumów, sprzedając się ostatecznie w liczbie 4 mln kopii na całym świecie i docierając do drugiego miejsca na liście sprzedaży albumów muzycznych w Wielkiej Brytanii.

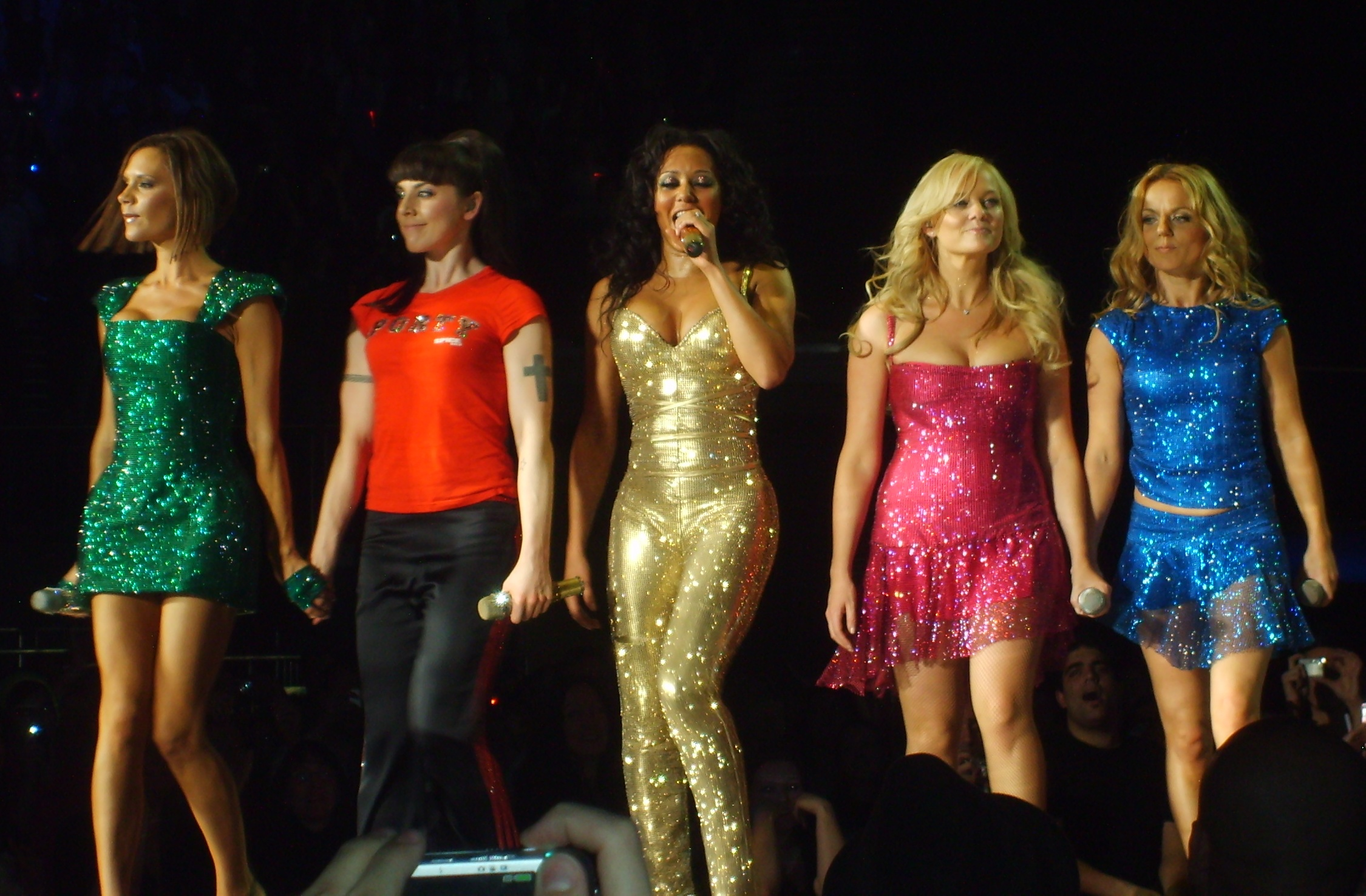
Spice Girls, 2008

W 2007 zespół postanowił odnowić działalność i wydać płytę podsumowującą dotychczasowe dokonania („Greatest Hits”). Piosenkarki podpisały także kontrakt na światową trasę koncertową. Składanka największych hitów oprócz 13 znanych przebojów zawierała dwa zupełnie nowe utwory – „Headlines (Friendship Never Ends)” oraz „Voodoo”.
Światowa trasa koncertowa pod nazwą „The Return of the Spice Girls” rozpoczęła się 2 grudnia 2007 w Vancouver. W mediach mówiono o sumie 20 mln dolarów, które wokalistki miały zarobić podczas całej trasy. Niespodziewanie, z nieznanych do tej pory powodów, trasa koncertowa została przerwana. 26 lutego miał miejsce ostatni koncert w Toronto (Kanada).
W styczniu 2012 roku pojawiły się plotki o rzekomym występie Spice Girls na Jubileuszu Królowej Elżbiety II po tym, gdy paparazzi uchwycili Melanie Chisholm z Geri Halliwell, Victorią Beckham i Emmą Bunton. Do występu jednak nie doszło.
26 czerwca 2012 piosenkarki spotkały się oficjalnie z fanami na promocji zainspirowanego ich karierą musicalu Viva Forever. Były także widywane na próbach wokalnych na kilka dni przed zakończeniem Igrzysk Olimpijskich w Londynie.
Spice Girls zaśpiewały wspólnie podczas ceremonii zamknięcia igrzysk 12 sierpnia 2012. Wykonały remix piosenek „Wannabe” i „Spice Up Your Life”.
W listopadzie 2018 Brown, Chisholm, Halliwell i Bunton ogłosiły, że wyruszają w minitrasę koncertową po Wielkiej Brytanii.
Z okazji 25. rocznicy premiery utworu „Wannabe” zespół zaplanował wydanie minialbumu, na którym znajdzie się ta piosenka, jej wersja demo, oraz remiks utworu w wykonaniu Juniora Vasqueza. Album trafi na platformy streamingowe 9 lipca, w sprzedaży zaś będzie dostępny 23 lipca.

## Dyskografia
- Spice (1996)
- Spiceworld (1997)
- Forever (2000)

## Filmografia
- Spice World (1997, reż. Bob Spiers)
- Giving You Everything (2007, dokumentalny)

## Publikacje
- Ann Goetz, Spice Girls Mini Books, 1997, Heinemann Children’s, ISBN 978-0-7497-3308-7.
- Rob McGibbon, Spice Power. The Inside Story, 1997, Trans-Atlantic Pubns, ISBN 978-0-7522-1142-8.
- Beth Wyllyams, All About The Spice Girls And Me, 1997, Aladdin, ISBN 978-0-689-82039-7.
- M. Ellen Milnes, Spice Girls!. And Then There Were Four, 1998, Friedman/Fairfax Pub, ISBN 978-1-56799-837-5.
- Michael Joseph, David Richter, Spice Universe: It’s Time to Boldly Spice Where No Spice Has Spiced Before!, 1998, Cpg Inc, ISBN 978-1-901674-58-3.
- Anna Louise Golden, The Spice Girls: The Uncensored Story Behind Pop’s Biggest Phenomenon, 1997, Ballantine Books, ISBN 978-0-345-42559-1.
- The Spice Girls, Dean Freeman, Forever Spice, 1999, Little, Brown Book Group, ISBN 978-0-316-85361-3.
- David Sinclair, Wannabe: How the Spice Girls Reinvented Pop Fame, 1004, Omnibus Pr, ISBN 978-0-7119-8643-5.